# Evergreen (Montana)
Evergreen – jednostka osadnicza w Stanach Zjednoczonych, w stanie Montana, w hrabstwie Flathead.